# Chiesa di Sant'Andrea Apostolo (Verona)
La chiesa di Sant'Andrea Apostolo è la parrocchiale di Palazzina, frazione di Verona, in provincia e diocesi di Verona; fa parte del vicariato di Verona Sud.

## Storia
La prima pietra dell'edificio venne posta nel 1920; la chiesa fu poi terminata nel 1921 ed eretta a parrocchiale il 2 luglio 1941 dal vescovo Girolamo Cardinale, rendendola così autonoma rispetto alla matrice di San Giovanni Lupatoto.
La struttura subì dei danni nel 1944 a causa di un bombardamento e venne pertanto ripristinata nella seconda metà di quel decennio; il campanile fu eretto nel 1955 e il 20 agosto 1960 il vescovo Giuseppe Carraro impartì la consacrazione.
Nel 1981 la chiesa fu adeguata alle norme postconciliari e quattro anni dopo si provvide a sistemarne il tetto; la facciata e il campanile vennero interessati da una ristrutturazione.

## Descrizione

### Esterno
La facciata a salienti della chiesa, rivolta a nord-est e intonacata, è suddivisa in tre porzioni. Il grande avancorpo centrale, elevato su un alto basamento, è tripartito da quattro semicolonne corinzie d'ordine gigante, a sostegno dell'ampio frontone triangolare spezzato di coronamento, e presenta nel mezzo, all'interno di un'ampia arcata a tutto sesto, l'ampio portale d'ingresso, delimitato da una cornice modanata e affiancato da due lesene corinzie, su cui s'imposta una trabeazione sormontata da un timpano triangolare. Ai lati del portale si aprono due nicchie a tutto sesto, contenenti le statue di Sant'Andrea e San Pietro.
Annesso alla parrocchiale è il campanile a base quadrata, la cui cella presenta su ogni lato un'ampia bifora balaustrata ed è coperta da un tamburo sormontato da una guglia piramidale.

### Interno
L'interno dell'edificio, sviluppato su un impianto a croce latina, si compone di un'unica navata, coperta da una volta a botte lunettata abbellita nel mezzo con tre grandi specchiature rettangolari, le cui pareti sono scandite da una serie di lesene ioniche sorreggenti la trabeazione perimetrale; da ogni fianco si affacciano, attraverso ampie arcate a tutto sesto, due cappelle laterali, di cui le centrali contenenti gli altari della Madonna e del Sacro Cuore, mentre sul fondo i due bracci del transetto accolgono rispettivamente l'accesso secondario, sulla destra, e il coro ligneo, sulla sinistra.
Al termine dell'aula si sviluppa il presbiterio, lievemente rialzato, preceduto dall'arco trionfale a tutto sesto, coperto da una volta a botte lunettata e chiuso dall'abside coronata dal catino, decorato con un grande affresco.
Qui sono conservate diverse opere di pregio, tra cui gli affreschi di episodi della Vita di Sant'Andrea, eseguiti da Gaetano Miolato, e i dipinti a tempera raffiguranti l'Agnello pasquale contornato dai Quattro Evangelisti.